# John Robert Martindale
John Robert Martindale (nacido en 1935) es un historiador y académico británico, especializado en los imperios romano y bizantino. 
Las principales publicaciones de Martindale con sus obras maestras, los tres volúmenes de Prosopography of the Later Roman Empire, iniciados por A. H. M. Jones y publicados entre 1971 y 1992, y la primera parte de Prosopography of the Byzantine Empire, que se publicó en 2001. 

## Biografía

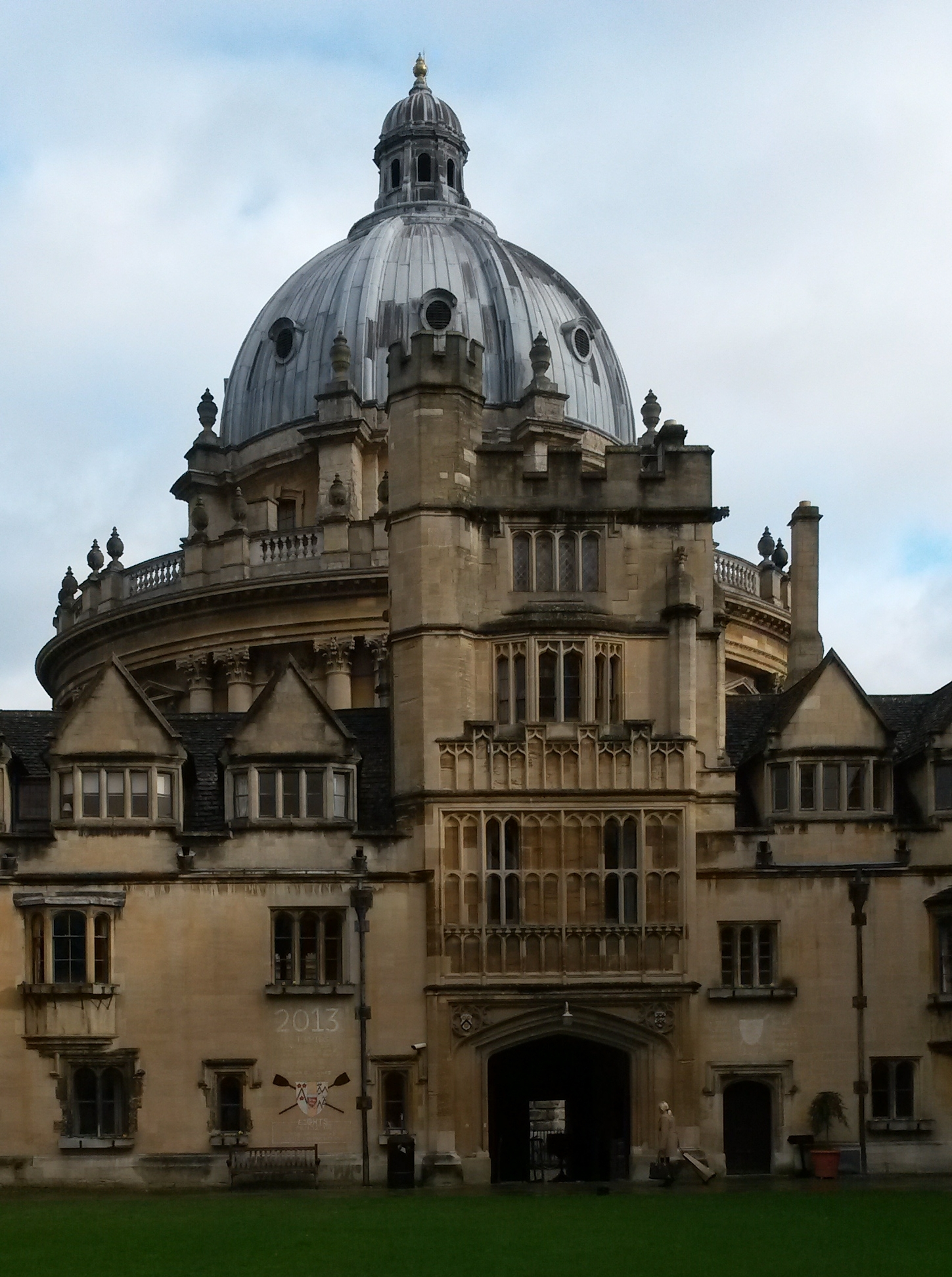
Brasenose College

Martindale nació en 1935. Fue educado en el Brasenose College, en Oxford, donde se graduó en 1958 de Bachiller en letras en Literae humaniores, luego promovido a Master of Arts, y después, en 1961, obtuvo un Bachelor of Letters, con la disertación titulada «Trastornos públicos en el Imperio romano tardío, sus causas y carácter».
En 1960, contó con la supervisión de Arnold Hugh Martin Jones, profesor de historia antigua de la Universidad de Cambridge. Cuando Martindale se acercaba a la conclusión de su trabajo en Bachelor of Letters, Jones lo invitó a ayudarlo en su proyecto de prosopografía romana, originalmente concebido por Theodor Mommsen. Martindale aceptó y comenzó a trabajar como asistente de Jones más adelante en ese mismo año, uniéndose a John Morris, otro de los antiguos alumnos de Jones.
Después de su graduación final en Oxford, en 1961 Martindale emigró al Jesus College (Cambridge), donde fue nombrado Investigador Principal en Estudios clásicos, continuando en ese cargo hasta 1971. Jones notó en 1964 que Martindale había verificado todas las fechas y referencias al Código Teodosiano, el Código de Justiniano y las Novelas de Teodosio II, «un logro que seguramente calificaría como un digno contendiente para la decimotercera labor de Hércules».
La mayor responsabilidad recayó en Martindale con la muerte del profesor Jones en 1970. A partir de entonces, se centró cada vez más en liderar los proyectos de prosopografía, con fondos de la Academia Británica. Morris continuó trabajando en el proyecto hasta su muerte en 1977, pero también tenía otros intereses, especialmente en los estudios arturianos.
La mayor parte del trabajo de Martindale en las décadas de 1970 y 1980 fue en el segundo y tercer volumen de Prosopography of the Later Roman Empire, describiendo las características comunes de grupos de personas dentro del Imperio entre los años 395 y 641 DC, que comprende desde reinado de Honorio hasta el de Heraclio. Los años del 260 al 395 d. C. (de Galieno a Teodosio I) habían sido tratados en el primer volumen, publicado en marzo de 1971, y Martindale había comenzado el trabajo preliminar en el segundo volumen en 1969. Se empleó un gran equipo de académicos para leer a los autores del período y recoger extractos de ellos. Martindale luego pasó al Byzantine world, y el Volumen 1 de Prosopography of the Byzantine Empire se publicó en un disco compacto en 2001.

## Publicaciones relevantes
- Prosopography of the Later Roman Empire,[12] ed. con A. H. M. Jones (1904-1970) y John Morris (1913-1977): 
  - Volumen 1, de 260 a 395 DC (Cambridge University Press, 1971, ISBN 978-0521072335), en dos volúmenes
  - Volumen 2, de 395 a 527 DC (Cambridge University Press, 1980, ISBN 978-0521201599), en dos volúmenes
  - Volumen 3, de 527 a 641 AD (Cambridge University Press, 1992, ISBN 978-0521201605), en dos volúmenes
- Prosopography of the Byzantine Empire
  - Volumen 1, de 641 a 847 AD (Disco compacto Ashgate, 2001, ISBN 978-0754606130)

## Publicaciones menores
- J. R. Martindale, «Nota sobre los cónsules de 381 y 382» en Historia: Zeitschrift für Alte Geschichte 16, H2 (abril de 1967), pp. 254-256
- J. R. Martindale, Aristocracias occidentales y corte imperial AD 364–425 por John Matthews", revisión para The Journal of Theological Studies XXVII, Número 1 (abril de 1976), pp. 226-229
- J. R. Martindale, "R. von Haehling, Die Religionszugehörigkeit der hohen Amtsträger des Römischen Reiches Seit Constantins I. Alleinherrschaft bis zum Ende der Theodosianischen Dynastie (324–450 BZW. 455 N. CHR. ) (Antiquitas, Reihe III, XXIII) . Bonn: Habelt, 1978". Revisión de Journal of Roman Studies 69 (noviembre de 1979), pp. 194-196
- J. R. Martindale, "HC Teitler, Notarii y Exceptores: una investigación sobre el papel y la importancia de los escritores de taquigrafía en la burocracia imperial y eclesiástica del Imperio Romano (desde el Principio temprano hasta el año 450 dC) (monografías holandesas sobre historia antigua y arqueología 1) Ámsterdam: Gieben, 1985", revisión de Journal of Roman Studies 77 (noviembre de 1987), pp. 203-204
- J. R. Martindale, "Roger S. Bagnall, Alan Cameron, Seth R. Schwartz, Klaas A. Worp, Cónsules del Imperio Romano posterior (monografías filológicas de la Asociación Americana de Filología XXXVI). Atlanta: Scholars Press, 1987". Revisión de Journal of Roman Studies 79 (noviembre de 1989), pp. 254-255